# Genetiskt felslut
Genetiskt felslut, typ av argumentationsfel eller felslut där man låter trovärdigheten hos en tes avgöras av dess ursprung, till exempel vem/vilka som argumenterar för eller mot tesen. Detta är logiskt irrelevant, och således är genetisk argumentation en typ av argumentationsfel. Genetiska felslut som grundar sig på ett irrelevant stödargument kan sägas vara ett ignoratio elenchi.
Däremot kan personens trovärdighet vara ifrågasättbar. Ett exempel är fallet Profumoaffären, där Storbritanniens försvarsminister John Profumo förnekade sina kopplingar till sin påstådda älskarinna, som replikerade med "säger han det?" och fäste uppmärksamhet vid det faktum att en person i maktställning som utsätts för anklagelser om otrohet kommer att förneka anklagelsen oavsett dess sanningshalt.[källa behövs] Likaså kan en person som flera gånger dömts för en typ av brott som vid misstanke på nytt förnekar ansvar ses som sannolikt skyldig, vilket t.o.m. vissa domstolar tagit i beaktande vid bedömande av skuld. Detta innebär dock inte att påståendet är sant, och det måste undersökas på dess eget sannolikhetsvärde eller stödjande bevisning. 

## Positiva genetiska felslut
Dessa felslut använder den som förespråkar en tes för att stärka testen. 
- Associationsheder – ett genetiskt argumentationsfel som bygger på att man anser att någon sak är positiv eftersom den förespråkas av någon god eller hedervärd person eller grupp
- Auktoritetsargument, argumentum ad verecundiam
- Folkets argument, argumentum ad populum
- Honour by association

## Negativa genetiska felslut
- Associationsskuld – ett genetiskt argumentationsfel som begås då en part påpekar en likhet mellan motpartens åsikter och ett referensobjekt (som är klandervärt) och därmed antyder att motpartens åsikter i andra frågor är klandervärda
- Guilt by association
- Nazistargumentet
- Ad hominem
- Tu quoque